# Derradji Abdelkader
Derradji Abdelkader – algierski zapaśnik walczący w obu stylach. Brązowy medalista igrzysk afrykańskich w 1991 i mistrzostw Afryki w 1992 roku.